# Henrik Grimbäck
Henrik Grimbäck (født 1985) er en svensk teaterinstruktør, dramatiker og scenekunstner med base i Malmö og København. Hans forestillinger kendetegnes af et visuelt formsprog, samskabelse, publikumsinddragelse og en udtalt interesse for aktuelle politiske spørgsmål.

## Baggrund og uddannelse
Grimbäck voksede op i Eslöv i Skåne og var under studietiden i Lund aktiv i Lunds Studentteater. Han dimitterede fra instuktion på Den Danske Scenekunstskoles i 2016.

## Karriere

### MartyrMuseum og internationalt gennembrud (2016)
Grimbäcks internationale gennembrud kom allerede før eksamen gennem det tværkunstneriske værk MartyrMuseum (Sort/Hvid, 2016), skabt sammen med kunstnerkollektivet "The Other Eye of The Tiger" (TOETT), som Grimbäck var med til at grundlægge. Værket placerede historiske martyrer som Jeanne d’Arc, den katolske præst Maximilian Kolbe og Sokrates side om side med samtidige martyrer udpeget af den iranske stat, al-Qaida og IS, hvilket udløste en livlig debat om martyrbegrebet i internationale medier.

### ”Det ny kongelige teater” – Teater Momentum (2016–2017)
Umiddelbart efter eksamen blev Grimbäck udnævnt til kunstnerisk leder for Teater Momentum i Odense. I sæsonen 2016/17 lancerede han konceptet Det ny kongelige teater, hvor teatret lavede parallelfortolkninger af nationalscenens repertoire – et nyskabende bud i debeten om hvordan begrebet nationalscene bør definieres, som senere dannede grundlag for netværket "Alternativ National Theatres of Europe".

## Kunstnerisk profil
Grimbäck har flere gange udtalt sig om vigtigheden af samskabelse og sin ambition om at forny teatret som kunstgenre. Mange af hans forestillinger er skrevet af ham selv eller i samarbejde med andre, og hans interesse for ny dramatik afspejles også i hans arbejde på Det Kongelige Teater, hvor han har medvirket til at udvikle flere tekster i "kgl dansk", teatrets laboratorium for ny dansk dramatik.
Kritikere beskriver hans instruktion som ”sitrende skøn og smertefuld” og peger på hans evne til at kombinere avancerede visuelle kompositioner med publikumsinddragelse. I ELIA-rapporten NXT – Making a Living from the Arts (2018) nævnes Grimbäck som eksempel på en ny generation kunstnere, der arbejder i kreative hubs og kombinerer institutionsarbejde med eksperimenterende formater.

## Udmærkelser og legater
- Talentpris – Statens Kunstfond (Danmark) – 2016[4]

- Nomineret til Det fynske kulturpris – 2017[4]

- Malmö stads kulturpris – 2018[11]

- Arbejdslegat – Statens Kunstfond – 2022[12]

- Arbejdslegat – Statens Kunstfond – 2024[13]